# Marsilly (Moselle)
Marsilly ist eine französische Gemeinde mit 585 Einwohnern (Stand 1. Januar 2022) im Département Moselle in der Region Grand Est (bis 2015 Lothringen). Sie gehört zum Arrondissement Metz.

## Geographie
Marsilly liegt in Lothringen, acht Kilometer östlich von Metz und viereinhalb Kilometer westlich von Pange auf einer Höhe zwischen 234 und 269 m über dem Meeresspiegel. Das Gemeindegebiet umfasst 3,22 km²..

## Geschichte
Die Ortschaft gehörte früher zum Bistum Metz.
Durch den Frankfurter Frieden vom 10. Mai 1871 kam die Region an Deutschland und das Dorf wurde dem Landkreis Metz im Bezirk Lothringen des Reichslandes Elsaß-Lothringen zugeordnet. Die Dorfbewohner betrieben Getreide- und Obstbau.
Nach dem Ersten Weltkrieg musste die Region aufgrund der Bestimmungen des Versailler Vertrags 1919 an Frankreich abgetreten werden. Im Zweiten Weltkrieg war die Region von der deutschen Wehrmacht besetzt und stand unter deutscher Verwaltung.
Das Dorf trug 1915–1919 und 1940–1944 den eingedeutschten Namen Marzellingen.

### Bevölkerungsentwicklung
| Jahr      | 1962 | 1968 | 1975 | 1982 | 1990 | 1999 | 2007 | 2019 |
| Einwohner | 52   | 39   | 65   | 193  | 283  | 397  | 446  | 598  |

Aufgrund der ruhigen Wohnlage in unmittelbarer Nähe zur Großstadt Metz hat sich die Einwohnerzahl von Marsilly seit den 1960er Jahren mehr als verzehnfacht.